# Zsoldos Gábor (plébános)
Zsoldos Gábor (Pápa, 1787. április 30. – Sümeg, 1831. november 3.) magyar katolikus plébános.

## Életútja
Győrött tanulta a filológiát, majd Veszprémben végezte el a teológiát. 1810. május 1-jén szentelték pappá. Előbb Veszprémben mint szentszéki jegyző működött, majd 1819. szeptember 29-től haláláig volt plébános Sümegen.

## Munkái
1. Nagy reménységű ifjúnak Szabó Jánosnak Nagy-Szombatban élete virágzásakor történt halálát könnyező versezet. Veszprém, 1807.
2. Az egyházi hivatalnak munkás kötelességiről és jutalmáról. Veszprém, 1812.